# Diana Abla
Diana Monteiro Abla (São Paulo, 29 de julho de 1995) é uma jogadora de polo aquático brasileira. Diana integrou a equipe do Brasil que finalizou em oitavo lugar nos Jogos Olímpicos de Verão de 2016 no Rio de Janeiro e com a medalha de bronze nos Jogos Pan-Americanos de 2019 em Lima.
Em 2019, ao fim do Pan de Lima, iniciou o noivado com a nadadora de águas abertas brasileira Ana Marcela Cunha.